# 1924 v letectví
Tento článek obsahuje seznam událostí souvisejících s letectvím, které proběhly roku 1924.

## Události

### Duben
- 1. dubna – je založeno britské námořní letectvo Fleet Air Arm
- 1. dubna – je založeno kanadské letectvo Royal Canadian Air Force

### Červen
- 15. června – ve třináctém ročníku Poháru Gordona Bennetta zvítězili Belgičané Ernest Demuyter (počtvrté, z toho potřetí v řadě) a Leon Coeckelbergh (podruhé)

## První lety
- Aero A-24
- Letov Š-19

### Březen
- Fairey Fawn
- 25. března – Supermarine Swan

### Duben
- 11. dubna – Fokker F.VII

### Květen
- 4. května – Sikorsky S-29-A
- 26. května – Tupolev ANT-2

### Červen
- 23. června – Focke-Wulf A-16
- 30. června — Avia BH-19, československý prototyp stíhacího letounu

### Srpen
- Savoia-Marchetti S.55
- Hawker Cygnet

### Září
- Aero A.24

### Listopad
- 6. listopadu – Dornier Do J